# Часы Бронштейна
Часы Бронштейна (Adagio) — режим учёта времени шахматной партии, при котором вводится базовое понятие «быстрый ход» и устанавливается определённый порог времени, например, 5 секунд. Если игрок сделал очередной ход быстрее, чем это время, то его игровое время не тратится. Это стимул, который позволяет шахматисту сохранять время для раздумий в сложных позициях. 
В отличие от часов Фишера, в часах Бронштейна неизрасходованное призовое время не накапливается, поэтому «сверхбыстрая» игра никаких преимуществ не дает. Метод был предложен в 1973 году советским гроссмейстером Д. И. Бронштейном. Этот регламент распространен в турнирах, проводимых под эгидой Американской национальной шахматной федерации (USCF).

## Бронштейн о системе контроля времени в шахматах
«… в 1973 году на межзональном турнире в Ленинграде, когда кто-то уж очень обидно просрочил время в цейтноте, я предложил такую идею: помимо основного времени, скажем 20 минут на партию, давать на каждый ход ещё по 15 секунд (но без накопления времени, чтобы избежать спешки: вы можете сделать ход за две секунды, можете за десять — льготное время все равно исчезает). И только если вы тратите больше 15 секунд, включается основное время. Но даже если вы исчерпаете весь лимит, у вас все равно будет по 15 секунд на ход. И сопернику в безнадежной позиции нет смысла стучать по часам — это не поможет.
— Похоже на „часы Фишера“. В них за каждый ход тоже добавляется время и вы тоже не рискуете, что в цейтноте не успеете поставить мат.
— Нет, разница есть — и принципиальная. Нельзя же получать время даром! Вы можете пару раз повторить позицию и сразу получаете несколько минут. За что? Моя система нормальная: вы тратите время на каждый ход, а не накапливаете его. Если вам мало 20 минут — хорошо, поставьте два часа. Идея в другом: никто не должен бояться, что у него упадет флажок, потому что нет времени на ход. Я вообще считаю, что это самое плохое, что сделала ФИДЕ: установила регламент, при котором возможна ситуация, когда у вас есть право хода и нет времени на то, чтобы его сделать. Абсурд!
А о том, что играть надо быстро, я говорил уже полвека назад. Я всегда защищал игру в цейтноте…».

## Реализация
При реализации часов Бронштейна, если человек сделал очередной ход быстрее, чем пороговое время, то после нажатия кнопки показания его часов возвращаются назад.
«Часы Бронштейна» легко реализовать в электронном (но не механическом) виде. Известны любительские конструкции электронных шахматных часов, поддерживающие режим «часов Бронштейна» и использующие персональный компьютер со стандартной клавиатурой или с блоком переключателей, подключаемых к LPT- или COM-порту.
Альтернативной реализацией являются «часы с задержкой» (часы с отсрочкой, Andante) — шахматные часы, в которых после каждого сделанного одним из соперников хода отсчет времени его противника начинается не сразу, а с задержкой, например, 5 секунд. Если за это время игрок успеет сделать ход, его часы не изменят показаний. Недостатком режима времени «Часы с задержкой» считается неизменность показаний стрелок циферблата при очень быстрой игре. У игроков это невольно ассоциируется с неисправностью механизма часов.
Согласно требованиям ФИДЕ часы должны всегда показывать время, которое осталось игроку, чтобы сделать очередной ход. Таким образом часы с задержкой не соответствуют правилам ФИДЕ, а часы Бронштейна, в которых время возвращается назад, им соответствуют.